# Tiêu Á Hiên
Tiêu Á Hiên sinh ngày 24 tháng 8 năm 1979 tại Đài Bắc, là một nữ ca sĩ nổi tiếng người Đài Loan, một trong những nghệ sĩ toàn năng và lôi cuốn nhất Trung Quốc . Là thiên hậu (diva) hàng đầu châu Á .

## Sự nghiệp

### Âm nhạc

#### Trước khi ra mắt
Sau khi tốt nghiệp, cô chuyển đến Canada để học thiết kế thời trang.
Tại Vancouver cô không chỉ học tiếng Anh, mà còn tham gia cuộc thi tài năng New Talent Singing Awards Vancouver Audition do Fairchild TV tổ chức và được người đứng đầu Virgin Music Diêu Khiêm đánh giá cao.
Album tiếng Quan Thoại đầu tay của cô phát hành vào năm 1999  tên " Tiêu Á Hiên " , bán được hơn 500.000 bản, năm 1999 album đạt doanh thu kỷ lục của Đài Loan . Album cũng bán được hơn 1 triệu bản tại châu Á.

#### 1999 - 2004: Đỉnh cao
Tháng 8 năm 2000 phát hành album thứ hai "Bông hồng đỏ". Cùng năm vào ngày 26 tháng 8 tại Đài Loan, Nhà thi đấu Đài Bắc tổ chức buổi hòa nhạc quy mô lớn đầu tiên "Summer Rose Concert", bán được hơn hai mươi ngàn vé . Tiêu Á Hiên được Liên đoàn Công nghiệp ghi âm quốc tế ghi nhận là ca sĩ Trung Quốc đạt doanh thu cao nhất toàn cầu và đạt danh hiệu "Ca sĩ Trung Quốc có doanh thu cao nhất toàn cầu " tại lễ trao giải World Music Awards khi album thứ hai bán được hơn 300.000 bản .
Năm 2001, Tiêu Á Hiên phát hành album thứ ba "Ngày mai", lần này cô khiến cho người hâm mộ ngạc nhiên lớn về phong cách trực quan tạo nên một "nữ chiến binh" mang tính đột phá và tổ chức buổi hoà nhạc thứ hai "Mùa hè tuyệt vời" vào tháng 7 tại Hong Kong Coliseum. Album này đã trở thành một trong những album bán chạy nhất tại Trung Quốc vào năm 2001 phá vỡ kỷ lục 500.000 bản tại Hong Kong và Đài Loan. Cô cũng là phát ngôn viên của hãng dầu gội Pentene tại khu vực Trung Hoa Đại Lục .
Tháng 2 năm 2002 phát hành album thứ tư " 4U ", tháng 8 cùng năm Á Hiên cũng cho ra mắt album thứ năm " Love Theme Song, Kiss " phát hành tuần đầu tiên tại Đài Loan đã bán được100.000 bản một tháng vượt quá 150.000 bản, xếp hạng nhất G-Music trong năm tuần. Bài hát " U Make Me Wanna " trong album này của Á Hiên cũng có sự góp giọng của ban nhạc nổi tiếng Anh Quốc Blue. Ngày 01 tháng 11 cùng năm ra mắt phiên bản giới hạn cảm tạ 10.000 lòng biết ơn. 30 và 31 tháng 8 năm thứ hai liên tiếp tổ chức buổi hòa nhạc ở Hong Kong Coliseum " 閃耀蕭亞軒 Concert " trở thành người đầu tiên biểu diễn tại Hong Kong Coliseum trong hai năm liên tiếp của các nghệ sĩ đến từ Đài Loan. Và trở thành phát ngôn viên hãng đồ uống Sprite tại khu vực Trung Hoa Đại Lục .
Elva vào năm 2003 sau gần hai năm để trở lại Nhà thi đấu Đài Bắc tổ chức "2003Up2U Đài Bắc Concert", và vào ngày 16 tháng 5 phát hành album thứ sáu, " In Love with Love ", album, " In Love with Love " là nỗ lực đầu tiên của Á Hiên trình diễn phong cách mới lạ và rap, album này vì đại dịch SARS không thể tổ chức buổi phát hành công khai toàn diện, tuy nhiên, trong tuần đầu tiên phát hành album ở Đài Loan đã bán được hơn 70.000 bản; Sau Madonna, Tiểu Á Hiên hợp tác cùng với Hinet trong album " 我就是我 ". 30 tháng 12 phát hành album thứ bảy " The Fifth Ave " . Album đặt hàng trước một tuần đã đoạt đoạt doanh thu vượt quá 30.000 bản, tại Đài Loan album bán được 100.000 bản. Album này ảnh bìa thể hiện phong cách thời trang của Elva.

#### 2004 - 2006
Tháng 5 năm 2004, hợp đồng hợp tác với Virgin Music chính thức hết hạn, chấm dứt quan hệ hợp tác tốt đẹp trong gần 5 năm. Ngày 16 tháng 7 năm 2004 album " Beautiful Episode " do Virgin Music thu âm chính thức phát hành .
23 tháng 3 năm 2003 Á Hiền và Warner Music Taiwan đã ký một hợp đồng thu âm, Tuy nhiên, Warner Music Taiwan đã phải đối mặt với một số vấn đề nghiêm trọng trong thời gian này, bao gồm cả việc giám đốc điều hành từ chức và thay đổi nhân viên. Nhiều nghệ sĩ Warner khác bị ảnh hưởng, Elva bị ảnh hưởng nhất, không phát hành một album nào trong một năm, vì vậy hợp đồng không hợp lệ .

#### 2006 - 2008: Quay lại nhạc Pop
Tháng 10 năm 2006, Tổng giám đốc mới Lưu Thiên Kiện và Tiêu Á Hiên, Kinh Kỷ Nhân đạt được một thỏa thuận mới lên đến 100 triệu Nhân dân Tệ và 20 triệu được thanh toán trước, vào ngày 22 tháng 12 phát hành một album mới " 1087 ", Á Hiên gặp tai nạn gãy xương khi quay MV " Người đại diện ", dù bị tai nạn Tiêu Á Hiên vẫn khăng khăng muốn quay tiếp MV và đi tuyên truyền cho album, cuối cùng sau khi trải qua nhiều khó khăn trong công việc cô buộc phải gác lại công việc sau đó được đem ra nước ngoài điều trị .
Tháng Năm 11, 2007, công ty thu âm cho ra mắt album phiên bản " 1087 + 139 ". Mặc dù chấn thương chân làm ảnh hưởng đến việc tuyên truyền nhưng " 1087 " vẫn bán được 100.000 bản tại Đài Loan do bạn bè và truyền thông giúp đỡ, tại châu Á bán được 1 triệu bản.
Sau " 1087 ", một năm rưỡi sau đó Elva trở lại công ty thu âm cũ Virgin Music (nay đổi thành Gold Typhoon Group), tin đồn về việc ký kết các khoản tiền lên đến 250 triệu đô-la Đài Loan.
15 tháng 6 năm 2008 album thứ 9 " 3-Faced Elva " phát hành album này tiếp lối " 1087" nhấn mạnh các khái niệm về thời trang, có ba phiên bản . Và album phát hành sau chỉ chín ngày ở châu Á đã bán được lên tới 670.000 bản, doanh số khả quan, Elva đến New York để tham gia vào các khóa học bồi dưỡng âm nhạc.

#### 2009 - 2011: Tầm cao mới
Ngày 9 tháng 10 năm 20, Á Hiện ra mắt album thứ mười " Diamond Candy ". Abum phát hành trước tại Đài Loan hai ngày đạt kỷ lục 20.000 bản đánh giấu sự thành công. Bài " Shining Love " trong album đã được đón nhận hết sức cuồng nhiệt, trở thành ca khúc quen thuộc bài hát thứ ba hits khiêu vũ, trong khi bài hát chính " Diamond Candy "cũng mời Westlife, Britney Spears và Pussycat Dolls và các nghệ sĩ quốc tế khác để viết lời cho bài hát, Wayne Hector viết những giai điệu du dương một ca khúc R & B ngọt ngào. Album này đã liên tục xếp hạng nhất trên các BXH lớn tại Đại Loan trong vài tuần. Và vào ngày 31 tháng 12 cùng năm, tổ chức bán vé tại Sân vận động Đài Bắc cho buổi hòa nhạc " WOW World Tour " .
Tháng 9 năm 2010,  ký hợp đồng mới với Gold Typhoon trị giá $ 100 triệu (khoảng 30 triệu nhân dân tệ) với 20 triệu được trả trước, hai bên thỏa thuận một hợp đồng mới khoảng 2 năm . 24 tháng 9 năm 2010 phát hành album thứ mười một " Miss Elva " . Tại Đài Loan album nhận được bảy Oricon, sau khi phát hành bốn tuần tại Đài Loan album bán được hơn 90.000 bản. Ngoài những ý tưởng mới về vũ đạo, các ca khúc ballad chậm và nhẹ nhàng, việc thể hiện giọng hát mềm mại và tinh tế, đem lại sự nổi bật hơn với hương vị độc đáo, mà còn thêm vào một số chủ đề xã hội các ca khúc nói về ý thức hệ, đồng tính luyến ái, chăm sóc, giấc mơ...... và các vấn đề khác.

#### 2011 - 2018: Thiên hậu châu Á
13 tháng 2 năm 2011, Jamie Foxx mời Á Hiên tham gia mời Á Hiên tham gia lễ trao giải Grammy thường niên lần thứ 53, trở thành nghệ sĩ Đài Loan đầu tiên tham dự Grammy . Jamie Foxx cũng giới thiệu với các phóng viên rằng Á Hiên là Britney Spears của Đài Loan.
23 tháng 12 năm 2011, phát hành album thứ mười hai bằng tiếng Quang Thoại " I'm Ready ", cũng tham gia diễn xuất phim mini đầu tay có phát hành DVD " 100分的吻 " cùng với hoạt động quảng bá cho album.
21 tháng 12 năm 2012, phát hành album thứ mười hai " Super Girl - Fearless Love + Best Selection " vẫn là những ca khúc chậm rãi đặc chưng, bài hát "Super Girl Fearless Love" là nỗ lực đầu tiên của phong cách nhạc dance điện tử 
1 tháng 8 năm 2013, và nghệ sĩ La Chí Tường ở Bắc Kinh tổ chức " Lễ ký kết hợp đồng Sony Music Entertainment Taiwan với Luo & Elva ". Công ty này hứa hẹn sẽ " Tài nguyên quốc tế ", " Hỗ trợ không giới hạn ", " Tour diễn toàn cầu ", " Hợp tác phim ảnh ", " Super Star ".
Ngày 22 tháng 7 năm 2014 phát hành album mà iTunes đặt hàng trước khi phát hành chính thức.
Ngày 3 tháng 8 năm 2014, MV của ca khúc chủ đề album " Shut Up & Kiss Me " phát hành chính thức trên Youtube, nhanh chóng đạt kỷ lục lượt xem - 1.000.000 views trong vòng 24 giờ .
Ngày 12 tháng 8 năm 2014 công bố Elva gia nhập Sony Music Entertainment Taiwan. 22 tháng 8 chính thức ra mắt album thứ mười ba " Shut Up and Kiss Me". Album mới giành được hơn 40 danh hiệu ở Trung Quốc, Hồng Kông và Đài Loan.
Ngày 5 tháng 11 năm 2015, Tiêu Á Hiên, tham dự sự kiện từ thiện, cho biết: "Chúng tôi đang bận rộn với các công ty môi giới tự tổ chức, sẵn sàng khai thác những người mới. Một mặt, chúng tôi cũng đang đàm phán các công ty thu âm mới. Dự kiến sẽ có một câu trả lời vào đầu năm 2016. Album mới vẫn còn trong giai đoạn chuẩn bị, dự kiến sẽ ra mắt vào mùa hè năm 2016. Trong đêm giao thừa, cô tiết lộ rằng cô sẽ ở lại Đài Loan và sẽ mang đến cho mọi người một màn trình diễn hoàn toàn mới ".
Tháng 1 năm 2016, Elva và em trai Tiêu Thánh Ngạn đồng sáng lập công ty sản xuất âm nhạc Giải trí quốc tế Hiên Á chuyên sản xuất và bản quyền âm nhạc và buổi hòa nhạc cá nhân của họ.
Tháng 1 năm 2017, Elva chính thức ký hợp đồng với một công ty môi giới, Tian Di He Entertainment và vào tháng 7, cô hát bài hát chủ đề "Bí mật của ngày mai" cho bộ phim Trung Quốc "Tâm lý tội phạm " .
Tháng 1 năm 2018, công ty môi giới của Tiêu Á Hiên công ty sản xuất âm nhạc Giải trí quốc tế Hiên Á và Tian Di He Entertaiment xác nhận rằng album mới sẽ được phát hành vào năm 2017 sẽ chính thức được phát hành sau Tết Nguyên Đán và sẽ ra mắt vào nửa cuối năm. Đồng thời, cô cũng thông báo rằng cô sẽ tham gia album EMI được tổ chức lại bởi Universal Music và một lần nữa cùng sân khấu với La Chí Tường và Trương Huệ Muội .
Tháng 2 năm 2018, Elva bị choáng ngợp bởi việc chuẩn bị một album mới vào năm ngoái, điều này dẫn đến tình trạng thể chất của cô trở lên kém đi. Sau khi được chẩn đoán là viêm phế quản từ bác sĩ, điều trị y tế bệnh không thiên giảm. Ngay cả sau khi trở về Vancouver trong hai tháng, tình trạng của cô vẫn không ổn định. Sốt và đau đầu thường xuyên. Sau đó, điều trị châm cứu bằng y học Trung Quốc, căn bệnh đã dần được cải thiện. Sau khi thảo luận với gia đình, công ty môi giới quyết định trì hoãn tour trình diễn và các buổi biểu diễn thương mại vô thời hạn, và ngay cả album mới được lên kế hoạch phát hành vào mùa hè .
Tháng 3 năm 2018, Elva hát bài hát chủ đề "Nhảy múa" cho bộ phim truyền hình của Sohu "Tâm trạng khi yêu", và phát hành video âm nhạc trên kênh chính thức Youtube vào ngày 4 tháng 5 và đĩa đơn kỹ thuật số lên Itune .

#### Album
Tiêu Á Hiên (1999)
Bông hồng đỏ (2000)
Ngày mai (2001)
4U (2002)
Love Theme Song, Kiss (2002)
In Love with Love (2003)
The Fifth Ave (2003)
1087 (2006)
3-Faced Elva (2008)
Diamond Candy (2010)
Miss Elva (2010)
I'm Ready (2011)
Shut Up and Kiss Me (2014)
Naked Truth (2020)

#### Sách
18 tháng 3 năm 2004 - 第五大道的PILATES - ISBN 9861360018.

#### Phim
2002: Vô gian đạo vai May
2011: 100分的吻 - Quảng bá album I'm Ready

#### Lồng tiếng
2003: The Butterfly Lovers vai Lương Sơn Bá
2011: 老夫小水虎传奇 vai Trần tiểu thư

#### Giải thưởng
Đề cử và giải thưởng của Tiêu Á Hiên

## Cuộc sống cá nhân

### Mẹ qua đời
Ngày 1 tháng 1 năm 2010, mẹ Tiêu Á Hiên qua đời trong khi cô đang trình diễn thì nghe được tin dữ .

## Hoạt động xã hội
Năm 2003 Tiểu Á Hiên tham gia hoạt động chống đại dịch SARS .
Tháng 6 tại khu vực Đài Loan tham gia tuyên truyền hoạt động chống vi phạm bản quyền trong vai trò phát ngôn viên .
Tháng 10 tổ chức buổi hòa nhạc từ thiện tại Trường Xuân, tỉnh Cát Lâm, Trung Quốc.
Tháng 12, Elva khuyên tặng cho The Good Shepherd Foundation, một tổ chức từ thiện nhằm thúc đẩy việc bảo vệ quyền của phụ nữ số tiền 1 triệu Nhân dân Tệ .
Năm 2004, tham gia một buổi hòa nhạc, hoạt động gây quỹ từ thiện, hoạt động thu được 3 triệu Nhân dân Tệ tất cả số tiền ủng hộ cho tổ chức The Good Shepherd Foundation .
Năm 2005 Elva tham gia ủng hộ hoạt động cứu trợ thiên tai ở Nam Á với sự xác nhận của Mã Anh Cửu.
Năm 2006 Á Hiên được mời chụp ảnh ủng hộ hoạt động từ thiện khắc phục hậu quả sóng thần.
Năm 2007 Á Hiên trở thành đại sứ Hội chống Ung Thư Đài Loan và quay phim quảng cáo ủng hộ tổ chức, đồng thời cũng làm đại sứ Trung tâm trẻ em và thanh thiếu niên Trung Quốc.
Năm 2008 Á Hiên và Mã Anh Cửu tham dự với Hội ủng hộ nữ giới tại Youth Park, đóng góp 500.000 Nhân dân Tệ ủng hộ từ thiện giúp đỡ cứu trợ các nạn nhân của trận động đất Tứ Xuyên và tham gia chương trình từ thiện nổi tiếng của SMG " 闪电星感动 " .
Năm 2009 tham gia vào bữa tiệc gây quỹ cứu trợ thiên tai " Đáp đền tiếp nối " ủng hộ 2 triệu Đài Tệ cho Đài Loan.